# مجرای یونی

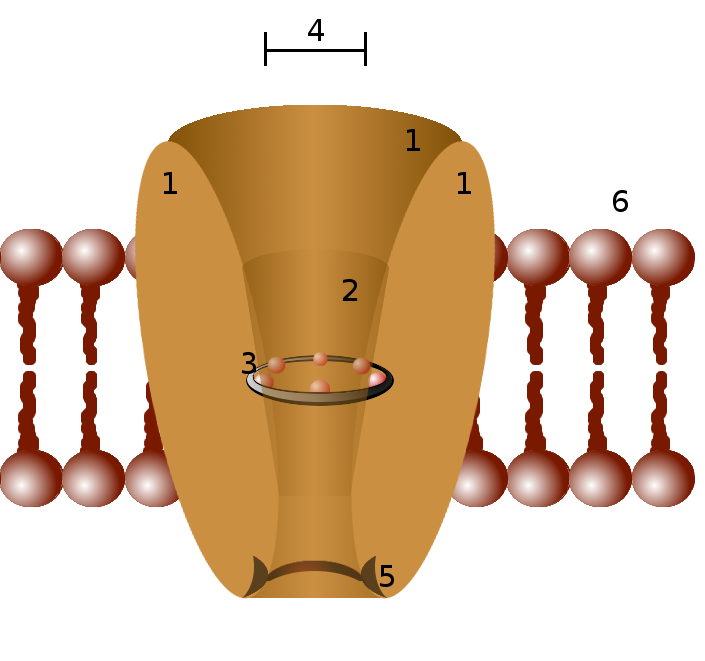
نمودار طرح کلی یک کانال یونی ۱- کانال دومین (معمولاً چهارتا در هر کانال) ۲- دهلیز خارجی ۳- فیلتر بهگزینی ۴- قطر فیلتر بهگزینی ۵- محل فسفرگیری ۶- غشای سلولی

کانال یونی (انگلیسی: Ion channel) گروهی از پروتئین تراپوسته‌ای غشای سلول هستند که معمولاً نسبت به بعضی یون‌ها مثل سدیم , پتاسیم, کلسیم, کلر بسیار گزینشی رفتار می‌کنند. این کانال‌ها نقش مهمی در ایجاد پتانسیل عمل و پتانسیل استراحت غشای سلول دارد.

## ویژگی‌ها
کانال‌های یونی دو تفاوت مهم با منافذ آبی ساده در غشا دارند:
۱- کانال‌های یونی دارای قابلیت نفوذپذیری انتخابی هستند یعنی ساختار کانال طوری طراحی شده‌است که فقط به بعضی از یون‌ها با اندازه و بار مناسب اجازه عبور می‌دهد. کانال‌های یونی دارای فیلتر انتخابی هستند که باریکترین بخش کانال محسوب می‌شود و در این ناحیه ، عبور یون‌ها دقیقاً کنترل می‌گردد زیرا ساختار پروتئینی کانال از نظر نوع اسید آمینۀ موجود در فیلتر ، کاملاً اختصاصی است.
۲- خصوصیت دیگر ، آن است که کانال‌ها دارای دریچه هستند یعنی به‌طور مداوم باز نیستند و محرک‌هایی سبب بازشدن دریچۀ آن‌ها می‌شوند که عبارتند از: ۱) تغییر در ولتاژ غشا (کانال‌های یونی وابسته به ولتاژ)۲) کشش یا فشار وارد بر غشا (کانال وابسته به عوامل مکانیکی) ۳) اتصال به مادۀ شیمیایی (کانال یونی دریچه لیگاندی) ۴) کانال یونی وابسته به نوکلئوتید(مونومر اسید های نوکلئیک).

## تقسیم‌بندی
کانال‌های یونی به روش‌های مختلفی تقسیم‌بندی می‌شوند:
الف. بر اساس عامل بازکننده
۱. کانال‌های یونی وابسته به ولتاژ مانند کانال یونی سدیمی وابسته به ولتاژ، کانال یونی کلسیمی وابسته به ولتاژ
۲. کانال‌های یونی وابسته به لیگاند (کانال یونی دریچه لیگاندی) مانند کانال یونی وابسته به ATP
ب. بر اساس نوع یونها مانند سدیم ، کلسیم ، پتاسیم ، کلر و ...
ج. بر اساس محل مجرا مانند داخل غشای سلول یا مجرای داخل سلولی